# جون هيدر
جون هيدر (بالإنجليزية: Jon Heder)‏ هو منتج أفلام وممثل أمريكي، ولد في 26 أكتوبر 1977 بفورت كولنز في الولايات المتحدة.

## أعمال

### أفلام
- (2005) تماما مثل الجنة[6]
- (2007) ركوب الأمواج[7]
- (2007) شفرات المجد[8]
- (2010) عندما تكون في روما[9][10]
- (2014) وراء وراء
- (2015) ديك مع عدة بيوض

### مسلسلات
- اسمي إيرل
- سلاحف النينجا
- كيف قابلت أمكما
- نجمة ضد قوى الشر

## وصلات خارجية
- جون هيدر على موقع IMDb (الإنجليزية)
- جون هيدر على موقع ميتاكريتيك (الإنجليزية)
- جون هيدر على موقع روتن توميتوز (الإنجليزية)
- جون هيدر على موقع ألو سيني (الفرنسية)
- جون هيدر على موقع ميوزك برينز (الإنجليزية)
- جون هيدر على موقع أول موفي (الإنجليزية)
- جون هيدر على موقع بوكس أوفيس موجو (الإنجليزية)
- جون هيدر على موقع قاعدة بيانات الأفلام السويدية (السويدية)
- جون هيدر على موقع إن إن دي بي (الإنجليزية)
- جون هيدر على موقع قاعدة بيانات الفيلم (الإنجليزية)